# Imbabura SC
Sporting Club Imbabura – ekwadorski klub piłkarski z siedzibą w mieście Ibarra.

## Osiągnięcia
- Druga liga ekwadorska (Serie B): zwycięzca Torneo Clausura 2006
- Wicemistrz trzeciej ligi (Segunda Categoría): 2005

## Historia
Klub Imbabura założony został w 3 stycznia 1993 roku i gra obecnie w pierwszej lidze ekwadorskiej (Serie A).